# ۲۷ آذر
۲۷ آذر دویست و هفتاد و سومین روز از سال در گاه‌شماری خورشیدی است. به پایان سال ۹۲ روز (۹۳ روز در سال کبیسه) باقی‌است.

## رویدادها
- ۱۳۹۷ - آتش‌سوزی مدرسه اسوه حسنه زاهدان
- ۱۴۰۱ - قهرمانی آرژانتین در جام جهانی ۲۰۲۲
- ۱۴۰۲ - حمله سایبری آذر ۱۴۰۲

## زادروزها
- ۱۳۵۲ - شهاب عباسی، بازیگر و خواننده
- ۱۳۵۷ - سعید شیخ‌زاده، بازیگر، مجری و گوینده

## درگذشتگان
- ۱۳۵۸ - محمد مفتح، از اعضای شورای انقلاب اسلامی ایران[۱]
- ۱۴۰۳ - علاءالدین میرمحمدصادقی، از پشتیبانان مالی انقلاب ۱۳۵۷